# سایوز تی‌ام-۴
سایوز-تی‌ام-۴ (به روسی: Союз )(به معنای اتحاد) چهارمین مأموریت سرنشین دار سازمان فضایی شوروی به سمت ایستگاه فضایی میر و یکی از ماموریت‌های بلند مدت فضایی شوروی محسوب می‌شود. فضانوردان این مأموریت (گروه اعزامی ۳) در پی شکستن رکورد حضور طولانی مدت در فضا تا ۳۶۵ روز به فضا پرتاب شده و توانستند به این رکورد نیز دست پیدا کنند.
در طول این مأموریت ۳ فضاپیمای سایوز سرنشین دار و ۵ فضاپیمای پشتیبانی پروگرس به ایستگاه میر متصل شدند.

## خدمه مأموریت
| شماره | نام                      | ملیت               | تعداد پرواز | نقش عملیاتی | تصویر |
| ۱     | ولادیمیر گئورگیویچ تیتوف | اتحاد جماهیر شوروی | ۲           | فرمانده     |       |
| ۲     | موسی منارف               | اتحاد جماهیر شوروی | ۱           | مهندس پرواز |       |
| ۳     | آناتولی لفچنکو           | اتحاد جماهیر شوروی | ۱           | محقق فضایی  |       |